# مگس دابسون شرقی
مگس دابسون شرقی (نام علمی: Corydalus cornutus) حشره‌ای است که در راسته بزرگ‌بالان قرار دارد. لارو این حشره گوشتخوار است. مگس دابسون شرقی در حواشی رودهای غیر آلوده و پرسرعت واقع در شرق آمریکای شمالی زندگی می‌کند. 